# Nafissath Radji
Nafissath Abéké Radji (* 2. August 2002 in Porto-Novo) ist eine beninische Schwimmerin.

## Laufbahn
Für ihr Land nahm Radji an den Olympischen Jugend-Sommerspielen 2018 sowie – als einer von sieben Startern – den Olympischen Sommerspielen 2020 teil. Bei den tatsächlich im Jahr 2021 in Tokio ausgetragenen Spielen war sie einer der beiden Fahnenträger Benins. Im Freistil über die 50-m-Distanz im Tokyo Aquatics Centre schied sie in Vorlauf 3 mit einer Zeit von 29,99 s aus.
Weitere internationale Teilnahmen hatte Radji u. a. bei den Weltmeisterschaften 2019 (Start über 50 m Freistil) und 2022 (50 und 100 m Freistil) sowie den Afrikaspielen 2019 (50 m Freistil, 50 m Rücken).